# Wilhelm Toosbüy

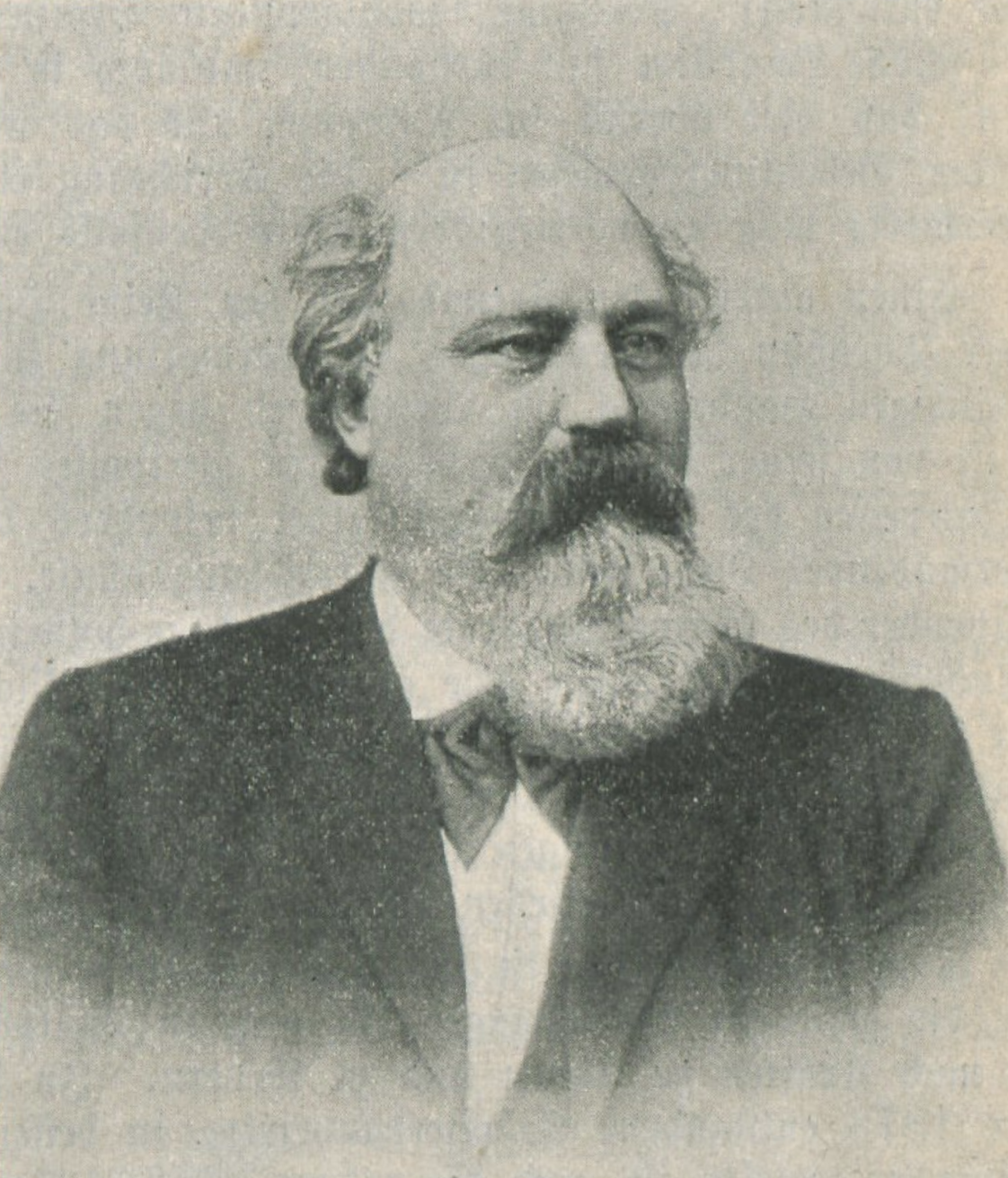
Wilhelm Toosbüy

Wilhelm Toosbüy (* 1. März 1831 in Eckernförde; † 19. September 1898 in Flensburg) war ein Jurist und Stadtratssekretär, der von 1865 bis 1868 das Bürgermeisteramt der Stadt Sonderburg innehatte und von 1868 bis 1898 Bürgermeister und Oberbürgermeister der Stadt Flensburg war. Während seiner Amtszeit wuchs die Einwohnerzahl Flensburgs von 22.000 auf 44.000, somit also auf das Doppelte.

## Werdegang
Toosbüy studierte ab 1850/53 Rechtswissenschaften in Kiel, Jena und Kopenhagen. Anschließend arbeitete er zunächst in Kopenhagen als Kanzlist im Ministerium für das Herzogtum Schleswig, bevor er nach dem 1865 nach dem von Dänemark verlorenen Deutsch-Dänischer Krieg eine Stelle als Stadtsekretär im nunmehr zu Preußen gehörendem Hadersleben annahm. Im gleichen Jahr ernannte man ihn dann zum Bürgermeister der Stadt Sonderburg. Am 12. Oktober 1868 wurde Toosbüy als Bürgermeister der Stadt Flensburg konstituiert. Am 25. Januar 1870 wählte ihn die Bürgerschaft mit 363 von 364 Stimmen zum Bürgermeister auf Lebenszeit, was König Wilhelm I. am 5. März 1870 bestätigte. Toosbüy legte am 14. Mai einen Eid auf sein Amt ab. Am 8. September 1875 wurde ihm der Titel „Oberbürgermeister“ verliehen. Aus Anlass des Besuches von Kaiser Wilhelm II. in Flensburg 1890 wurde Toosbüy zum Geheimen Regierungsrat ernannt. Den „Höhepunkt seines Lebens“ hatte er nach eigenen Angaben am 23. Oktober 1893, als er sein 25-jähriges Amtsjubiläum feierte. Am 1. Juli 1896 erhielt er das Recht, die Goldene Amtskette zu tragen.
Toosbüy gehörte dem Provinziallandtag an und war stellvertretender Vorsitzender des Provinzialausschusses. 1898, in Toosbüys Todesjahr, wurde in der Flensburger Fachschule für Kunsttischler und Bildschnitzer ein Epitaph für ihn angefertigt, das heute verschollen ist. Erhalten geblieben ist lediglich die Entwurfszeichnung des Flensburger Museumsdirektors Heinrich Sauermann.

## Ehrungen
Zwei Jahre nach seinem Tod beschloss die Stadt Flensburg am 31. August 1900, die Verbindungsstraße zwischen der Norderstraße und dem Burgplatz nach ihm (Toosbüystraße – Lage) zu benennen.